# Псевдо-Нерон
Псевдо-Нерон — загальна назва для групи самозванців, які оголошували себе імператором Нероном. Усі вони дивом уникнули засудження та смерті. Після того, як імператор Нерон покінчив життя самогубством біля вілли свого вільновідпущеника Фаона у червні 68 року після н.Х. , між восени 69 року після н.Х. та правлінням імператора Доміціана з'явилися різні самозванці Нерона. Більшість вчених встановлюють їх число між двома чи трьома. Святий Августин писав поширене повір’я, відоме як легенда про Нерона Редивівуса , про те, що Нерон повернеться коли прийде свій час. На додаток до трьох задокументованих Псевдо-Неронів, Светоній посилається на імперські укази, видані від імені покійного Нерона, які заохочували його послідовників і обіцяли його швидке повернення, щоб помститися своїм ворогам.

## Джерело легенди та історичні й психологічні передумови
Віра в те, що Нерон вижив, може бути частково пояснена невизначеним місцезнаходженням місця його смерті. Хоча, за словами Светонія, Ікелус (вільновідпущенник з Гальби) бачив труп імператора і повідомив про цей факт свому пана. Нерону також було відмовлено в розкішному похороні популярних імператорів і членів імператорської сім'ї, що могло викликати невдоволення та підозри у простолюдинів, котрі любили його. Крім того, він був похований не в мавзолеї Августа з рештою імператорів династії Юлієв-Клавдієв, а в гробниці в Пінчіо, на родинному цвинтарі Агенобарбів. Посмертна популярність Нерона серед простолюдинів надихнула їх покласти квіти на його могилу.
Іншим можливим джерелом натхнення для тих, хто видавав себе за померлого імператора, було поширення пророцтв, що передбачають, що відновлення його царства відбудеться на Сході. Одна з версій вказувала на те, що він знову підніметься в Єрусалимі. Ці пророцтва були пов'язані з картою народження Нерона, яка інтерпретується як вказівку на втрату його спадщини та її відновлення на Сході. Тацит, можливо, посилався на такі пророцтва, коли писав про чутки, що циркулювали про Нерона після його смерті, що сприяло б переконанню, що він вижив.

Вважається, що повернення цього імператора могло надихнути автора Одкровення, коли він писав про есхатологічного супротивника на ім'я Звір, якого смертельно ранять, а потім він чудовим чином зцілюється. 
«Тут потрібна проникливість: кожен розумний може витлумачити число звіра: це число людське, число 666». - Одкровення 13:18
Число Звіра було ідентифіковано деякими як числове значення букв на ім'я Нерона. Якщо скласти значення букв на івриті, Нерон Цезар (NRWN QSR) дає в сумі 666:
| Літери латинецею | Літери івритом | Цифрове значення |
| ---------------- | -------------- | ---------------- |
| Q                | ק              | 100              |
| S                | ס              | 60               |
| N                | נ              | 50               |
| R                | ר              | 200              |
| W                | ו              | 6                |
| R                | ר              | 200              |
| N                | נ              | 50               |
| Сумарно: 666     |                |                  |

Нерон також виступає з цією функцією в «Вознесінні Ісаї» і в деяких книгах віщувальних оракулів. Через ці та інші пророцтва його довгий час вважали Антихристом. Також, автор «Вознесіння» наслідував приклад 3-ї Сивілинної книги і ототожнив диявола Веліара з римським імператором Нероном. На Нерона тут є досить прозорий натяк: «вбивця своєї матері, який [сам собою] є мироправителем цього віку». Там так само можна побачити злиття двох ранньохристиянських традицій: традиції «людини гріха» – «світового обманщика» – Веліара та традиції «звіра» – «рога» – царя-гнобителя Нерона. 
Через недовговічний успіх самозванців та включення самого імператора в есхатологічну літературу, віра у швидке повернення Нерона зберігалася століттями.

## Перший самозванець
Перший Псевдо-Нерон з'явився восени 68 року після народження Христа або на початку зими 69 року після н.Х. в римській провінції Ахайя, сучасна Греція. Нерон нещодавно відвідав Грецію (66–67 рр. н.е.), щоб взяти участь у її панеллінських іграх, і це може пояснити деяку підтримку, яку отримав самозванець.Тацит пояснював усе це легковірністю і норовливістю греків, яких він, мабуть, недолюблював. Тацит вважає його рабом з Понту, або, можливо, вільновідпущеником з Італії. Цей самозванець певною мірою був схож на імператора обличчям й був до того ж майстерним кіфаредом. Це «вселило в нього впевненість, що йому вдасться видати себе за Нерона».
Самозванцеві вдалося залучити на свій бік втікачів, волоцюг і жебраків, за допомогою греків роздобути собі корабель і висадитися на острів Цитну, де в цей час відпустили солдати римських східних легіонів. І тут йому супроводжував успіх, значна частина солдатів перейшла на бік самозванця, над незгодними було вчинено розправу. Армія самозванця поповнилася ще звільненими рабами, а скарбниця — майном кількох пограбованих купців. Особливо самозванець намагався перетягнути на свій бік центуріона Сісенну, який прямував до складу посольства Сирії. Проте центуріон вважав за краще бігти з острова.
Перша перемога вселила впевненість у прихильників Псевдо-Нерона. Повстання почало ширитися, на острів, що став основною базою самозванця, стікалися всі незадоволені правлінням Гальби і просто любителі легкої наживи. Тут він імовірно займався піратством, підстерігаючи торговців, крадячи їхній вантаж і озброюючи їх рабів. Цитнус довгий час відомий як популярна база піратів.
Кінець самозванцю поклало прибуття на острів Цитну проконсула Кальпурнію Аспренату, якому Гальба доручив управління провінціями Галатія та Памфілія. Аспренат прямував до місця призначення з почесним ескортом із двох трірем зі складу Мізенського флоту.

Отримавши інформацію від морських капітанів, Аспренас наказав своїм солдатам штурмувати корабель та вбити самозванця. Потім Аспрена відправив голову самозванця в подорож Азією, а потім до Риму.
Тут знайшлися люди, які передали командирам обох кораблів запрошення від імені Нерона. Прикинувшись пригніченим і закликаючи до почуття обов'язку солдатів, що колись так вірно йому служили, він став переконувати їх підтримати розпочату ним справу в Сирії та Єгипті. Чи справді завагавшись, чи з хитрощів, трієрархи пообіцяли відповідним чином налаштувати солдатів, перетягнути їх на його бік і тоді повернутися; самі ж пішли, і всі чесно розповіли Аспренату. На його заклик солдати штурмом взяли корабель самозванця, де цю людину — хто б вона насправді не була — і вбили. Голову його, що вражала дикістю погляду, косматою гривою і лютим виразом обличчя, відправили до Азії, а звідти до Риму.

- Тацит, «Історія», 2 книжка

## Другий самозванець
Основна стаття: Теренцій Максим
Про другого самозванця відомо дещо більше. За свідченням Діона Кассія, звали його Теренцій Максим, і був він родом із Малої Азії. Самозванець був схожий на покійного імператора обличчям й голосом, мав славу майстерним кіфаредом (що було важливо, оскільки Нерон завжди особливо тяжів до цього інструменту) й теж співав під акомпанемент ліри.
З'явився він звідкись із східних провінцій, причому досить швидко обзавівся великою групою прихильників, рухаючись за течією Євфрату, досяг Парфії, чий цар Артабан IV Парфянський був у жорстокій сварці з тодішнім римським імператором Тітом. З ним він й намагався заручитися їхньою підтримкою, стверджуючи, що вони повинні помститися йому за повернення Вірменії. Невідомо, чи повірив цар новому Псевдо-Нерону, проте він почав активно йому сприяти, можливо, дійсно збираючись звести його на римський трон.
Але цим планам не судилося здійснитися. Іоанн Антіохійський стверджує, що з Риму були надіслані незаперечні докази самозванства Теренція, (або, швидше, змінилася політична ситуація) і Псевдо-Нерон був страчений. 

## Третій самозванець
Про нього відомо найменше з усіх. Третій Псевдо-Нерон з'явився через двадцять років після смерті Нерона, за правління Доміціана. Його підтримували парфяни і справа мало не дійшла до війни, але шляхом важких переконань видати його їх валося вмовити. Дуже стисло про третього самозванця повідомляє Светоній:
І навіть через двадцять років, коли я був підлітком, з'явився чоловік невідомого звання, що видавав себе за Нерона, і ім'я його мало такий успіх у парфян, що вони діяльно його підтримували і лише важко погодилися видати.

— Светоній, «Життя дванадцяти Цезарів», Нерон

## Псевдо-Нерон в художній літературі
Другий псевдо-Нерон, Теренцій Максим, є головним героєм історичного роману Ліона Фейхтвангера "Лже-Нерон" (нім. Der falsche Nero, 1936). Роман розповідає про повстання у І столітті після н.х. на сході Римської імперії, керованим самозванцем. Це усе є сатирою на нацистську Німеччину.
Ліндсі Девіс написала історичний детектив "Третій Нерон", заснований на епізоді з його життя.  